# Baillaud (månekrater)
Baillaud er et nedslagskrater på Månen. Det befinder sig nær den nordlige rand på Månens forside og er opkaldt efter den franske matematiker og filosof Benjamin Baillaud (1848 – 1934).
Navnet blev officielt tildelt af den Internationale Astronomiske Union (IAU) i 1935. 

## Omgivelser
Blandt de nærliggende kraterer er den irregulære Metonformation mod sydvest og Petermannkrateret længere mod øst.

## Karakteristika
På grund af dets beliggenhed får perspektivisk forkortning Baillaudkrateret til at synes aflangt, når det ses fra Jorden.
Kraterranden er blevet eroderet og nedslidt efter mange senere nedslag, hvilket har efterladt en bakket rand omkring den indre bund. Euctemonkrater et ligger ind over randen mod nordøst, og randen har en udadgående bule mod nordvest. I kraterets sydlige ende er der en åbning, som forbinder kraterbunden med den lavadækkede overflade udenfor.
Baillauds indre er blevet "oversvømmet" af tidligere lavastrømme, hvilket har gjort overfladen flad, og den udviser kun mange småkratere og det lille "Baillaud E" satellitkrater i den vestlige halvdel. Kraterbunden er uden nogen karakteristisk central top i centrum.

## Satellitkratere
De kratere, som kaldes satellitter, er små kratere beliggende i eller nær hovedkrateret. Deres dannelse er sædvanligvis sket uafhængigt af dette, men de får samme navn som hovedkrateret med tilføjelse af et stort bogstav. På kort over Månen er det en konvention at identificere dem ved at placere dette bogstav på den side af satellitkraterets midte, som ligger nærmest hovedkrateret. Baillaudkrateret har følgende satellitkratere:
| Baillaud | Længde  | Bredde  | Diameter |
| -------- | ------- | ------- | -------- |
| A        | 75,7° N | 48,8° Ø | 56 km    |
| B        | 73,0° N | 33,3° Ø | 17 km    |
| C        | 75,0° N | 51,4° Ø | 11 km    |
| D        | 73,6° N | 49,7° Ø | 16 km    |
| E        | 74,3° N | 36,0° Ø | 14 km    |
| F        | 75,7° N | 53,7° Ø | 20 km    |

## Måneatlas
- Billeder af Baillaudkrateret i LPI-måneatlasset